# Phường 2, Ngã Năm
Phường 2 là một phường thuộc thị xã Ngã Năm, tỉnh Sóc Trăng, Việt Nam.

## Địa lý
Phường 2 nằm ở phía đông bắc thị xã Ngã Năm, có vị trí địa lý:
- Phía đông giáp huyện Mỹ Tú
- Phía tây giáp Phường 1 và xã Vĩnh Quới
- Phía nam giáp Phường 1 và các xã Long Bình, Tân Long
- Phía bắc giáp tỉnh Hậu Giang.

Phường 2 có diện tích 44,78 km², dân số 2022 là 24.061 người, mật độ dân số đạt 537 người/km².
Trên địa bàn phường có Quốc lộ Quản Lộ - Phụng Hiệp đi qua.

## Hành chính
Phường 2 được chia thành 13 khóm: 1, 2, 3, Tân Chánh, Tân Chánh A, Tân Phú, Tân Quới, Tân Quới A, Tân Thành, Tân Thành A, Tân Thạnh, Tân Thạnh A, Tân Trung.

## Lịch sử
Ngày 29 tháng 12 năm 2013, Chính phủ ban hành Nghị quyết số 133/NQ-CP về việc thành lập Phường 2 thuộc thị xã Ngã Năm trên cơ sở toàn bộ 4.476,63 ha diện tích tự nhiên và 18.103 người của xã Long Tân.